# Lamina rara
La lamina rara (detta anche lamina lucida), in biologia, è una componente della membrana basale, la struttura che separa un epitelio (ad esempio l'epidermide) dal tessuto connettivo più vicino (il derma nello stesso esempio). In questo contesto, la lamina rara si presenta come una lamina omogenea di spessore compreso fra 10 e 50 nanometri situata immediatamente sotto le cellule epiteliali. Al microscopio elettronico appare elettrolucente (da qui il nome "lamina lucida"), in contrasto con la lamina densa e la lamina fibroreticolare, le altre due componenti della membrana basale. In realtà, con l'avvento delle nuove tecnologie di preparazione dei campioni per TEM, è stato dimostrato che la lamina rara era un artefatto tecnico dovuto alla fissazione chimica precedentemente in uso.

## Ultrastruttura
La lamina rara è costituita a sua volta da due strati, detti rispettivamente lamina rara interna ed esterna. Un componente fondamentale di entrambe è la glicoproteina laminina che, interagendo con il collagene di tipo IV, interviene nell'unione tra epitelio e connettivo, facente parte integrante dell'organizzazione strutturale della membrana basale.